# Ed Earl Repp
Ed Earl Repp, né le 22 mai 1901 à Pittsburgh en Pennsylvanie et décédé le 14 février 1979 à Butte City (Californie) (en) en Californie, est un écrivain, scénariste et romancier américain. Ses histoires sont apparues dans plusieurs des premiers pulps, notamment Wonder Stories et Amazing Stories . Après la Seconde Guerre mondiale, il commence à travailler comme scénariste pour des westerns.

## Travaux écrits
- Beyond Gravity (recueil de nouvelles) (août 1929)
- The Radium Pool (en) (1949)
- The Stellar Missiles (en) (1949)
- Science-Fantasy Quintette (en) (1953)

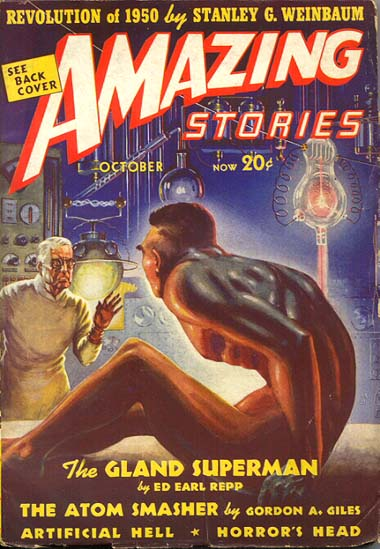
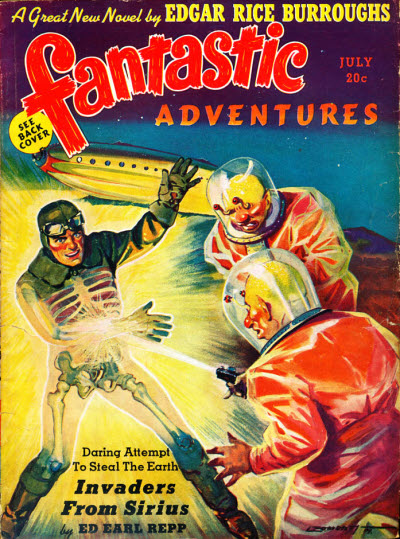
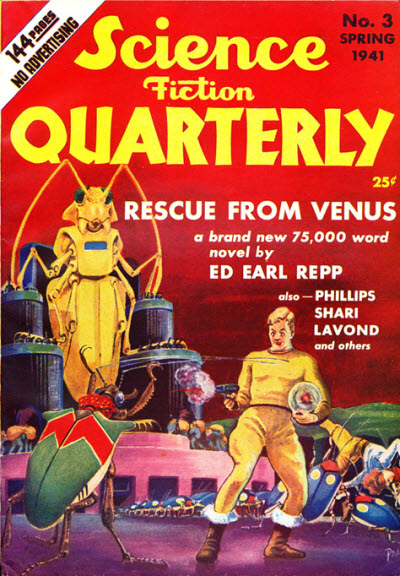

## Films marquants
- The Man from Hell (en) (1934)
- The Old Wyoming Trail (en) (1937)
- Outlaws of the Prairie (en) (1937)
- West of Cheyenne (en) (1938)
- Call of the Rockies (en) (1938)
- Saddles and Sagebrush (en) (1943)
- The Vigilantes Ride (en) (1943)
- Trigger Trail (en) (1944)
- Terror Trail (en) (1946)
- Gunning for Vengeance (en) (1946)
- Galloping Thunder (en) (1946)
- The Lone Hand Texan (en) (1947)
- Guns of Hate (en) (1948)
- Challenge of the Range (en) (1949)
- The Pecos Pistol (en) (1949)